# Аджнад аль-Кавказ
Аджнад аль-Кавказ (АК або АКК; араб. أجناد القوقاز, трансліт. ‘Ajnād al-Qawqāz) — очолюване чеченцями повстанське угруповання, що діє на півночі Сирії, головним чином у гірських, лісистих районах північної провінції Латакія. Незважаючи на те, що Аджнад аль-Кавказ був сформований колишніми бійцями Імарату Кавказ і був попередньо пов’язаний з організацією, він з самого початку діяв повністю автономно, а пізніше розірвав свої зв’язки з Імаратом Кавказ. До вересня 2016 року «Аджнад аль-Кавказ» стало «найбільшим з мусульманських угруповань колишнього Радянського Союзу, які воюють у Сирії». Однак у наступні роки активність цих угруповань зменшилася. У 2022 році група вступила в російсько-українську війну на боці України.

## Історія

### Заснування
Під час останнього етапу Другої російсько-чеченської війни приблизно у 2009 році багато бійців Імарату Кавказ тимчасово переїхали до Туреччини, часто для лікування, але після цього не змогли повернутися до Росії, щоб продовжити повстання. Таким чином, бійці оселилися в Туреччині та Сирії в примусовому вигнанні, хоча продовжували планувати своє остаточне повернення на батьківщину. Однак їхня ситуація кардинально змінилася, коли в 2011 році почалася громадянська війна в Сирії, коли чеченські бійці знову взяли в руки зброю, сформували багато ополчень і приєдналися до місцевих сирійських ісламістів у їхньому повстанні проти уряду диктатора Башара Асада .
Дві невеликі збройні формування, які пізніше заснували Аджнад аль-Кавказ, спочатку діяли в провінціях Латакія та Кунейтра: першим був Джамаат аль-Хілафа аль-Кавказія («Група Кавказького халіфату»), який був заснований у 2013 році  і очолювався Абдулхакімом Шишані . Абдулхакім був командувачем центрального сектору Вілаяту Нохчійчо Імарату Кавказ у 2007–09 роках , і його підрозділ складався з ветеранів Другої російсько-чеченської війни . Другим був Джамаат Джунд аль-Кавказ («Група солдатів Кавказу»), невелике ополчення черкесів-ісламістів з Голанських висот і Йорданії, яке незабаром присягнуло на вірність (бая) Абдулхакіму. Обидва спочатку були частиною Ансар аш-Шам і були тісно пов'язані з Імаратом Кавказ  .
Зрештою ці дві групи залишили Ансар аль-Шам у 2014 році, а потім повністю злилися під керівництвом Абдулхакіма навесні 2015 року та прийняли назву «Аджнад аль-Кавказ» .